# Ільющенков Олександр Андрійович
Олександр Андрійович Ільющенков (нар. 23 березня 1990, Тернопіль) — український футболіст, воротар ФК «Карпати».

## Біографія
Вихованець СДЮШОР (Тернопіль). Перші тренери — Андрій Едуардович Яблонський і Богдан Антонович Бучинський.
У чемпіонатах України дебютував за першолігову «Ниву» (Тернопіль) наприкінці першості 2008/09 — 7 червня 2009 року в домашній грі проти «Вереса» (Рівне).
У січні 2010 року Ільющенков був на оглядинах у «Геліосі», але не підійшов команді і незабаром підписав контракт з першоліговим «Енергетиком» (Бурштин).
Улітку 2011 року перейшов до львівських «Карпат», проте перші два сезони грав виключно за молодіжну команду.
Улітку 2013 року Мартин Богатинов був виключений зі складу першої команди і новий наставник команди Олександр Севідов вирішив зробити основним воротарем клубу молодого вихованця Романа Підківку, а Ільющенков став його дублером.
У серпні 2013 року Підківка зазнав серйозну травму та вилетів до кінця року і Ільющенков став основним воротарем «левів». У Прем'єр-лізі дебютував 31 серпня 2013 року в матчі проти «Севастополя», в якому відіграв цілий матч і пропустив один гол.
25 лютого 2015 року підписав контракт із клубом молдовської ліги ФК «Тирасполь», за який зіграв у півфіналі Кубка Молдови, після чого вибув через травму до кінця сезону, по завершенні якого покинув клуб вільним агентом після розформування команди.
17 лютого 2016 року офіційно став гравцем харківського «Металіста». У липні того ж року перейшов до складу грузинського клубу «Сіоні».
17 серпня 2017 року став гравцем «Руху» з Винник, з яким уклав однорічний контракт.

## Збірна
29 лютого 2012 року провів свою першу і єдину гру за молодіжну збірну України, відігравши повний матч проти однолітків з Ізраїлю, який завершився розгромом українців з рахунком 0:4.

## Досягнення
- Півфіналіст кубка Молдови: 2014/15